# Rocky Trice
Roderick Trice, detto Rocky (Swainsboro, 14 giugno 1984), è un ex cestista statunitense, professionista in Europa.

## Palmarès
- 2 volte campione NIT (2005, 2006)